# Етреам
Етреам (фр. Etréham) насеље је и општина у северној Француској у региону Доња Нормандија, у департману Калвадос која припада префектури Баје.
По подацима из 2011. године у општини је живело 282 становника, а густина насељености је износила 66,51 становника/km². Општина се простире на површини од 4,24 km². Налази се на средњој надморској висини од 37 метара (максималној 68 m, а минималној 12 m).

## Демографија
| 1962. | 1968. | 1975. | 1982. | 1990. | 1999. | 2011. |
| ----- | ----- | ----- | ----- | ----- | ----- | ----- |
| 197   | 202   | 187   | 225   | 236   | 233   | 282   |

График промене броја становника у току последњих година